# Michael Schaefer (Autor)
Michael Uwe Ewald Schaefer (auch Eric Raven; * 24. April 1976 in Bielefeld) ist ein deutscher Autor für schwule Belletristik. 

## Leben
Michael Schaefer wurde im ostwestfälisch-lippischen Bielefeld geboren und lebte bis zu seinem elften Lebensjahr bei seinen Großeltern im Nachbarort Steinhagen. 1986 kam er zu seiner wiederverheirateten Mutter nach Neuss-Derikum. In der dortigen Grundschule nahm er im Schuljahr 1986/87 an einem Aufsatzwettbewerb als Abschlussaufgabe teil. Seine erste Kurzgeschichte fand Anklang und wurde im August 1987 im Pfarrblatt der St.-Dyonisus-Gemeinde veröffentlicht.
Danach schrieb Schaefer weitere Kurzgeschichten, die jedoch fast alle unveröffentlicht blieben. Wie bereits bei seinem ersten Aufsatzerfolg behandelten seine Geschichten meistens „phantastische“ Themen. 1991 verfasste er seinen ersten kompletten Roman Die Modellagentur, bei dem er thematisch zunächst unbewusst in das Genre der homosexuellen Belletristik wechselte. Der Roman blieb unveröffentlicht. Schaefer selbst hatte sein eigenes Coming-out erst im Jahr 1994 als Achtzehnjähriger.
Im Jahr 2005 verfasste er für den homosexuellen Markt seinen Debütroman Liebe auf Raten, der 2006 in dem auf schwule Literatur spezialisierten Hamburger Himmelstürmer Verlag veröffentlicht wurde. Der Roman erzählt die „romantisch-erotische“ Liebesgeschichte zwischen einem konservativ erzogenen jungen Mann, der bei einer Klassenfahrt seine ersten homosexuellen Erfahrungen zusammen mit seinem besten Freund machte, und einem erwachsenen Homosexuellen, dessen Tätigkeiten als Callboy und Pornodarsteller jedoch der Beziehung im Wege stehen.
In einer Rezension in der Marktübersicht Bücher, CDs und DVDs für Schwule, die im Herbst 2006 als Broschüre herauskam sowie zugleich auf queer.de veröffentlicht wurde, wird Schaefers Erstlingswerk als „packende Geschichte“ bewertet, die „sich durch die intensiv gezeichneten Charaktere wohltuend vom Großteil ähnlicher Veröffentlichungen abhebt“.
Daneben schrieb Schaefer Fantasyerzählungen und -romane wie Krieger der Engel, die er zur Abgrenzung von seinen (homosexuellen) Liebesromanen unter dem Pseudonym Eric Raven verfasste und für eine Veröffentlichung als E-Book konzipierte. 2008 erschien dann Schaefers zweiter Liebesroman Touch me, Coach!, der sich mit dem Coming-out eines jugendlichen Schwimmers beschäftigt, der seine eigene Sexualität gerade erst entdeckt.
Michael Schaefer lebt und arbeitet im westfälischen Rheine.

## Werke
- Liebe auf Raten. Himmelstürmer, Hamburg 2006, ISBN 3-934825-65-6.
- Touch me, Coach! Himmelstürmer, Hamburg 2008, ISBN 3-934825-98-2 (Reihe Junge Liebe; 20).[2]
- Love me, Coach! Himmelstürmer, Hamburg 2010, ISBN 978-3-940818-43-0 (Reihe Junge Liebe; 36).
- Im Kreis der Falken, Sammelband 01. Holtzbrinck, Berlin 2011, ISBN 978-3-8442-0788-0.